# Willemijn Posthumus-van der Goot
Willemijn Posthumus-van der Goot (2 mai 1897 - 16 janvier 1989), qui écrit occasionnellement sous le nom de plume Peggy Vlug est une économiste, féministe et animatrice de radio néerlandaise. En tant que première femme à obtenir un doctorat en économie aux Pays-Bas, son travail s'est concentré sur l'impact du travail des femmes sur l'économie. Reconnaissant qu'il y a peu de sources, elle s'associe à d'autres féministes pour créer les Archives internationales pour le mouvement des femmes en 1935. En écrivant des rapports sur le travail des femmes, elle réfute les affirmations du gouvernement selon lesquelles les femmes travaillant en dehors du foyer n'apportaient d'aucun avantage. Proposé pour la première fois en 1939, le Conseil des ménages, qu'elle considère comme une organisation pour favoriser la formation et organiser les travailleurs domestiques, est finalement instituée en 1950. Elle fonde l'Association internationale des femmes à la radio, en tant qu'organisation de développement professionnel et de réseautage en 1949. En tant que militante pour la paix, elle s'implique dans la promotion du pacifisme et croyant que les femmes avaient des qualités uniques pour résoudre les problèmes mondiaux, elle créé l'Institut scientifique international d'interprétation féminine. En 1982, en reconnaissance de sa contribution importante au mouvement des femmes néerlandaises, Posthumus-van der Goot est nommée officier de l'Ordre d'Orange-Nassau. En 2008, elle, son mari et sa sœur, sont honorés en tant que Justes parmi les nations par le gouvernement d'Israël, pour avoir sauvé des enfants juifs pendant l'occupation hollandaise par les nazis.

## Jeunesse
Willemijn Hendrika van der Goot est née le 2 mai 1897 à Pretoria en Afrique du Sud, d'Elisabeth Marijna (née Castens) et de Fiepko van der Goot. Son père est ingénieur et Lilian, comme on l'appelait, grandit avec sa sœur Annie dans la colonie néerlandaise de Batavia, aux Indes orientales néerlandaises. Elle fréquente le Gymnasium Koning Willem III en obtenant un certificat pour enseigner le français en 1914. Installée ensuite en Suisse, Van der Goot commence ses études supérieures en ingénierie à Lausanne,, mais lorsqu'elle décide d'étudier l'économie à la place, elle est transférée à la nouvelle école Nederlandsche Handels-Hoogeschool (École de commerce des Pays-Bas) à Rotterdam en 1920. Au cours de ses études, elle rejoint l'Association des étudiantes de Rotterdam et achève ses études en 1926. Elle écrit un mémoire, De besteding van het inkomen. Het indexcijfer van de kosten van levensonderhoud (La dépense de revenu. L'indice du coût de la vie) en 1930, devenant la première femme à obtenir un doctorat en économie aux Pays-Bas,.

## Carrière
Peu de temps après la fin de ses études, le 19 janvier 1931 à Londres, Van der Goot épouse Nicolaas Wilhelmus Posthumus, professeur d'histoire économique qu'elle a rencontré pendant sa scolarité. Incapable de trouver un emploi, notamment en raison des restrictions imposées par le gouvernement aux femmes mariées travaillant pendant la Grande Dépression, elle aide son mari dans son travail. À partir de 1933, elle prépare les informations statistiques pour son étude de l'histoire de l'industrie des tôles Leidse et son travail sur l'histoire des prix néerlandais. Elle devient également plus active en tant que féministe, participant à une conférence en 1934 sur les droits des femmes et l'égalité de citoyenneté organisée par le Vereeniging voor Vrouwenkiesrecht (en),. Reconnaissant à la conférence le peu de connaissances concernant les contributions économiques des femmes, Posthumus-van der Goot aide à organiser une conférence l'année suivante à Bilthoven qui aboutit à la création du Jongeren Werk Comité (JWC) dont elle deviendra bientôt présidente. Cette même année, elle débute une analyse économique pour le Comité sur le maintien de la liberté des femmes au travail afin d'évaluer l'impact des femmes qui travaillent. Ses recherches confirment que les familles où les femmes travaillaient à l'extérieur du foyer fonctionnent plus efficacement que celles où les femmes travaillent uniquement comme femme au foyer.
En essayant de préparer le rapport, Posthumus-van der Goot reconnaît qu'il n'y a pas de documents d'archives consultables traitant uniquement de l'histoire des femmes. Elle rejoint Rosa Manus, une féministe de premier plan, et Johanna Naber (en), une historienne intéressée à documenter l'histoire des femmes, en 1935 pour fonder les Archives internationales pour le mouvement des femmes (en néerlandais : Internationaal Archief voor de Vrouwenbeweging (IAV))  dans le but de promouvoir l'érudition sur l'histoire des femmes et leurs contributions à la société,. En 1936, elle commence à travailler à Algemene Vereniging Radio Omroep (AVRO) en tant que responsable de la programmation radio pour les femmes. Elle lance un programme populaire de cinq minutes Een kort gesprek van vrouw tot vrouw (Une courte conversation de femmes à femmes) qui est diffusé de 1936 à 1952, sauf pendant l'occupation nazie des Pays-Bas. Cette même année, elle s'implique également dans le pacifisme et assiste au Rassemblement universel pour la paix tenu à Bruxelles. En 1937, lorsque le ministre Carl Romme (en) propose d'interdire à toutes les femmes mariées de travailler, Posthumus-van der Goot publie non seulement des articles contre l'avant-projet de loi, mais aide aussi à organiser une campagne de cartes postales pour inonder le ministère des Affaires sociales de protestations.
En 1938, Claire, la fille des Posthumus-van der Goot, naît et le couple, qui a auparavant vécu à Amsterdam, déménage à Noordwijk aan Zee, où ils prennent un logement avec la sœur de Lilian, Annie Diaz-van der Goot et son enfant, Liesbeth. Lorsque des soldats allemands sont cantonnés dans leur maison, la famille part pour Leiden pour travailler avec la résistance néerlandaise pour faire sortir clandestinement des enfants d'Amsterdam et les placer dans des familles d'accueil. Elle travaille aussi sur des plans pour développer un Conseil des ménages, pour organiser les travailleurs domestiques et leur fournir une formation. En 1940, la majorité des collections IAV sont confisquées lors des pillarges nazis et Rosa Manus est arrêtée, déportée dans un camp de concentration et assassinée. L'année suivante, Johanna Naber meurt aussi, laissant Willemijn Posthumus-van der Goot en tant que seule fondatrice vivante de l'IAV et chargée des tentatives de récupération. En 1943, Bertha Eveline Koster, dix ans, connue sous le nom de "Bep", emménage avec la famille élargie et reste avec eux pendant les deux années suivantes. Cette même année, elle commence à travailler avec Jane de Iongh (nl)  et Marga Klompé sur la réorganisation de l'IAV pour l'après-guerre.
À la fin de la guerre, Posthumus-van der Goot et sa famille retournent à Amsterdam, où elle reprend ses émissions pour l'AVRO. En 1946, elle publie Statistiek en werkelijkheid (Statistiques et réalité), qui évalue comment les statistiques peuvent être manipulées pour présenter différentes réalités. Deux ans plus tard, Van moeder op dochter, Het aandeel van de vrouw in een veranderende wereld (De la mère à la fille. La propension de femmes dans un monde qui change) est publiée, qu'elle a édité et co-écrit avec Anna de Waal. Le livre, écrit pour le passage du pouvoir de la reine Wilhelmina à la reine Juliana, est un aperçu complet du mouvement des femmes hollandaises et est toujours considéré comme un texte important, ayant fait l'objet de plusieurs réimpressions et éditions ultérieures,. En 1949, dans un effort pour accroître le réseautage et aider les femmes diffuseurs dans leur développement de carrière, Posthumus-van der Goot a fondé l'Association internationale des femmes à la radio (IAWR). Elle est convaincue que les réseaux internationaux de femmes faciliteraient et favoriseraient la paix dans le monde. En 1950, elle et son mari se séparent et le restent jusqu'à sa mort en 1960,.
Finalement, en 1950, l'organisation Posthumus-van der Goot envisagée pour la première fois en 1939 se développe et devient le Conseil des ménages. Elle fonde également un bureau consultatif pour les femmes, du nom de son émission de radio From Women to Women qui fonctionne sous les auspices de la Fondation Marie Jungius en 1951. Le bureau aide les femmes dans une vaste plate-forme se concentrant sur des sujets des tâches ménagères et la publication d'un bulletin d'information, avec des astuces et des conseils jusqu'en 1964. En 1952, elle démissionne de son poste à la radio, mais continue à présider l'IAWR jusqu'en 1956. Willemijn Posthumus-van der Goot publie Vrouwen vochten voor de vrede (Les femmes se sont battues pour la paix) en 1961 et Vrede a rencontré een menselijk gezicht (La paix avec un visage humain) en 1973. Les deux examinent le rôle des gens ordinaires dans le plaidoyer pour la paix, bien que son opinion selon laquelle les femmes étaient particulièrement adaptées à leur rôle de mères car elles avaient des talents de négociatrice n'est pas en phase avec le féminisne de la deuxième vague. En 1967, Pothumus-van der Goot fonde l'Institut scientifique international pour l'interprétation féminine (ISIFI), dans le cadre de l'Association internationale de recherche sur la paix, pour faire avancer l'étude sur la manière dont les femmes ont contribué au développement de la paix et à d'autres problèmes mondiaux.
En 1974, Posthumus-van der Goot quitte la direction de l'IAV, même si elle continue de travailler aux archives en tant que bibliothécaire. Elle travaille sur une deuxième édition de Van moeder op dochter en 1977. En 1982, ses contributions significatives au mouvement hollandais des femmes sont reconnues quand elle est honorée du titre d'officier de l'Ordre d'Orange-Nassau,.

## Mort et héritage
Willemijn Posthumus-van der Goot meurt à Amsterdam le 16 janvier 1989 et des centaines de féministes assistent à sa crémation le 20 janvier. Son travail avec l'IAV et son livre Van moeder op dochter  sont reconnus comme des contributions importantes à l'histoire des femmes aux Pays-Bas. En 2008, elle est honorée par le gouvernement d'Israël comme l'une des Justes parmi les nations pour son aide aux Juifs pendant l'Holocauste,.

## Distinctions
- Officier de l'ordre d'Orange-Nassau

### Citations
1. ↑  « http://hdl.handle.net/11653/arch132 » (consulté le 18 mars 2017)
2. 1 2 3 4 5 6 7 8 9 10 11 12  Bosch 2015.
3. 1 2 3 4  Yad Vashem 2008.
4. 1 2  Mevis 1989.
5. 1 2 3 4 5 6 7 8 9 10 11 12 13 14 15  de Haan et Mevis 2001.
6. 1 2 3 4 5 6 7 8 9 10  Badenoch 2015.
7. ↑  Grever 2015.